# Benins fodboldforbund
Benins fodboldforbund (fransk: Fédération Béninoise de Football, forkortet FDF) er Benins officielle fodboldforbund. FDF blev oprettet i 1962, samme år tilsluttet FIFA og i 1969 tilsluttet Confederation of African Football. Organisationen bliver styret fra Cotonou.